# Skattejagt i Østgrønland
|  | Denne artikel er oprettet af botten PalnaBot ud fra en ekstern database. Den kan derfor have sproglige fejl eller mangler. Denne skabelon kan fjernes efter kontrol af indholdet. |

Skattejagt i Østgrønland er en dokumentarfilm instrueret af Hagen Hasselbalch, Jesper Tvede efter manuskript af dem.